# Замятин, Константин Константинович (младший)
Константи́н Константи́нович Замя́тин (младший) (21 мая 1939, Москва — 7 февраля 2001, Тверь) — советский и российский хирург, педагог, специалист в области челюстно-лицевой и пластической хирургии. Заслуженный врач Российской Федерации (1999). Член-корреспондент РАЕН. Доцент Тверской государственной медицинской академии.

## Биография
«Признанный корифей» челюстно-лицевой и пластической хирургии. Доцент Тверской государственной медицинской академии, в которой работал почти сорок лет. Заслуженный врач Российской Федерации (1999).

### Семья
- Дед (по матери) — Иван Ефимович Привалов (1872—1940), революционер, поэт-самоучка[1].
- Родители:
  - Отец — Константин Константинович Замятин (старший) (1906—1969), советский менеджер, один из основателей индустрии искусственных кож в СССР, директор комбината «Искож» в Калинине в 1940—1969 гг.[1]
  - Мать — Мария Ивановна Привалова (1905—1999), специалист по химии. Последние одиннадцать лет перед уходом на пенсию работала начальником цеха на комбинате «Химволокно»[1].
- Сёстры:
  - Инга Константиновна Вирская (урождённая Замятина, р. 1932) — советский инженер в области авиационного приборостроения. Ведущий инженер НИИ авиационных систем[1].
  - Светлана Константиновна Македонская (урождённая Замятина, 1937-2020) — главный невропатолог города Калинина, заместитель главного врача городской больницы «Скорой помощи»[1].
- Дети:
  - Мария — врач[1].

### Труды Замятина

#### Монографии
- Замятин К. К., Давыдов А. Б. Типовые радикальные операции на шее при метастазах злокачественных опухолей: Практическое руководство для врачей / Министерство здравоохранения Российской Федерации, Тверская государственная медицинская академия. — Тверь: ТГМА, 2002. — 99 с.: ил.

#### Важнейшие статьи
- Замятин К. К. Металлическая пластинка для фиксации отломков при переломах нижней челюсти // Стоматология. — 1979. — Т. 58. — № 5. — С. 77.
- Соловьёв В. А., Голиков Д. И., Замятин К. К. Структурные изменения жевательных мышц при переломах нижней челюсти и их иммобилизации // Стоматология. — 1984. — Т. 63. — № 4. — С. 15-16.
- Сергиенко Е. Н., Замятин К. К., Богатов В. В. Скальпель хирургический трёхгранный // Бюллетень изобретений и полезных моделей. — 2001. — № 13. — С. 435.